# المصمم الذكي

المصمم الذكي (بالإنجليزية: intelligent designer)‏ ويدعى أيضًا الفاعل الذكي (بالإنجليزية: intelligent agent)‏ هو كينونة مفترضة مدركة لذاتها وذات إرادة. تجادل حركة التصميم الذكي بأنَّ لها دورًا ما في نشأة الحياة و/أو تطويرها، ويستعمل أيضًا مصطلح «السبب الذكي» ليتضمن الافتراض الغائي للتوجيه والغاية في سمات الكون والكئنات الحية، من مثل تمهيد الكون ليكون جاهزًا لاستقبال الحياة بضوابطه الدقيقة كما هو الآن.

## مقدمة
تعتقد العديد من الآراء الميتافيزيقية أن الكون والحياة تدين بهيكليتها إلى مصمم ذكي. وقد استخدام مصطلح المصمم الذكي من قبل حركة التصميم الذكي، التي تتهم بأنها امتداد لحركة مسيحية نشرت علم الخلق، لوصف الكينونة التي يفترضون أنها تقف وراء إنشاء الحياة والكون، مع تجنب الدخول في تعابير دينية، لكي لا تتهم بأنها حركة خلقية جديدة. ولذلك يتجنب مناصرو حركة التصميم تعريف هوية المصمم الذكي، فتتهم بأنها حركة دينية، لكن تصريحات بعض قادة الحركة عرّفت المصمم الذكي على أنه الله.
يقول الملحد ريتشارد دوكينز: «إذا نظرت إلى تفاصيل الكيمياء الحيوية والبيولوجيا الجزيئية، من الممكن أن تجد أدلة تشير إلى أثر توقيع مصمم ما». وقد ادعى معهد ديسكفري أن انتقاد الجامعة للتصميم الذكي يعادل «تبني الجامعة لرؤية معادية للدين». والفارق المهم بين حجة صانع الساعة وليام بيلي وبين التصميم الذكي أن بيلي حدد المصمم بأنه الله، واكتفت حركة التصميم الذكي بالإشارة إلى وجود فاعل ذكي لم تحدد من هو.

## من هو المصمم الذكي؟
وليم ديمبسكي في كتابه «استدلال التصميم» يقول بأن طبيعة التصميم الذكي لايمكن أن تسنتج من خلال التصميم الذكي وأن المصمم الذكي إن كان واحداً قد يكون أو لا يكون «إله الكتاب المقدس». لكنه عاد في 2007 ليصرح بموقفه بشكل واضح قائلاً: «انا أؤمن بأن الله خلق العالم لغرض، مصمم التصميم الذكي هو الله حسب المفهوم المسيحي». بعض قادة حركة التصميم الذكي يصرحون بأن تعريف هوية وطبيعة المصمم الذكي يتجاوز مجال التصميم الذكي ومجال تحقيقه، حيث يحاولون تجنب إدخال أسطورة الخلق حتى لا تعتبر حركتهم حركة دينية. ويحاولون بدل ذلك إظهار حركتهم على أنها علمية، حيث إن ظهور الحركة على أنها علمية وليست دينية سيجعل من الممكن لها أن تدرس في المدارس الحكومية الأمريكية.
وقد تراجعت آمال مناصري الحركة بتقديمها كحركة علمية وليست دينية؛ ففي 20 من كانون الثاني حكمت المحكمة الأمريكية في قضية كيتسميلر ضد مدارس منطقة دوفر باعتبار أن التصميم الذكي ليس علمًا وأنه في الأساس حركة دينية. ولذلك منعت تدريسه في حصص العلوم بناء على مبدأ فصل الدولة عن الكنيسة، وفصلت الأمر بأن فصل الدين عن الدولة يشمل أكثر من الامتناع الحكومي عن تعليم الدين ودعمه مباشرة بل الامتناع عن كل يؤدي لذلك بطريق غير مباشر.
وجاء في قرار المحكمة أن مجلس التعليم قد خالف الدستور الأمريكي من حيث فصل الدين عن الكنيسة، وأن المحكمة في سبيل اتخاذ هذا القرار تناولت مسألة (هل التصميم الذكي علم؟) واستنتجت أنه ليس كذلك، كما أن التصميم الذكي لا يستطيع فصل نفسه عن سلائفه الخلقية وبالتالي الدينية. وأن مجلس التعليم وكثير من أنصار التصميم يدعون إدعاء باطلًا بأن نظرية التطور معادية للإيمان وللاعتقاد بوجود كائن علوي ومعادية للدين عمومًا.... وأن الخبراء العلميين شهدوا أن نظرية التطور لا تتعارض مع وجود الخالق الإلهي ولا تنكر وجوده.
| المصمم الذكي | ولنكون على ثقة، فإن نظرية دارون للتطور غير كاملة، ولكن واقع أن نظرية علمية لا يمكنها حتى الآن تقديم تفسير لكل مسألة لا يجوز أن يستغل كذريعة لتقديم فرضية بديلة غير قابلة للاختبار مؤسسة على الدين في صفوف تدريس العلوم أو أن يساء عرض الافتراضات العلمية المثبتة بشكل جيد. To be sure, Darwin’s theory of evolution is imperfect. However, the fact that a scientific theory cannot yet render an explanation on every point should not be used as a pretext to thrust an untestable alternative hypothesis grounded in religion into the science classroom or to misrepresent well-established scientific propositions | المصمم الذكي |